# Трноваць-Соколовацький
Трноваць-Соколовацький (хорв. Trnovac Sokolovački) — населений пункт у Хорватії, в Копривницько-Крижевецькій жупанії у складі громади Соколоваць.

## Населення
Населення за даними перепису 2011 року становило 104 осіб.
Динаміка чисельності населення поселення: